# Блек-Крік (Північна Кароліна)
Блек-Крік (англ. Black Creek) — місто (англ. town) в США, в окрузі Вілсон штату Північна Кароліна. Населення — 692 особи (2020).

## Географія
Блек-Крік розташований за координатами 35°38′13″ пн. ш. 77°55′57″ зх. д. / 35.63694° пн. ш. 77.93250° зх. д. (35.636830, -77.932613).  За даними Бюро перепису населення США в 2010 році місто мало площу 1,87 км², з яких 1,86 км² — суходіл та 0,01 км² — водойми.

## Демографія
Згідно з переписом 2010 року, у місті мешкало 769 осіб у 302 домогосподарствах у складі 216 родин. Густота населення становила 412 осіб/км².  Було 333 помешкання (178/км²).
Расовий склад населення:
| - 73,0 % — білих - 18,7 % — чорних або афроамериканців - 0,7 % — азіатів - 0,1 % — корінних американців - 6,0 % — осіб інших рас |

До двох чи більше рас належало 1,6 %. Частка іспаномовних становила 8,5 % від усіх жителів.
За віковим діапазоном населення розподілялося таким чином: 27,0 % — особи молодші 18 років, 61,8 % — особи у віці 18—64 років, 11,2 % — особи у віці 65 років та старші. Медіана віку мешканця становила 36,7 року. На 100 осіб жіночої статі у місті припадало 91,8 чоловіків;  на 100 жінок у віці від 18 років та старших — 83,9 чоловіків також старших 18 років.
Середній дохід на одне домашнє господарство  становив 44 239 доларів США (медіана — 34 028), а середній дохід на одну сім'ю — 51 489 доларів (медіана — 45 417). За межею бідності перебувало 31,5 % осіб, у тому числі 54,3 % дітей у віці до 18 років та 4,4 % осіб у віці 65 років та старших.
Цивільне працевлаштоване населення становило 245 осіб. Основні галузі зайнятості: виробництво — 24,1 %, освіта, охорона здоров'я та соціальна допомога — 20,8 %, роздрібна торгівля — 11,8 %, науковці, спеціалісти, менеджери — 10,2 %.